# Sphaerarthrum leyteum
Sphaerarthrum leyteum es una especie de coleóptero de la familia Cantharidae.

## Distribución geográfica
Habita en las Filipinas.